# Stjepan Radić
Stjepan Radić (11 de junio de 1871-8 de agosto de 1928) fue un político croata, fundador del Partido Campesino Croata (HSS, Hrvatska Seljačka stranka) en 1904. Radić logró reunir al campesinado de Croacia en una fuerza política viable. A lo largo de toda su carrera, se opuso a la unión centralista del nuevo Reino de los Serbios, Croatas y Eslovenos y, más tarde, a la hegemonía serbia en Yugoslavia, convirtiéndose en una importante figura política en ese país.
Político errático en sus tácticas, pasó de la devoción a los Habsburgo a abogar por un Estado republicano, aliarse con los soviéticos, aceptar la monarquía para Yugoslavia y acabar teniendo una excelente relación personal con el rey Alejandro I de Yugoslavia. Mantuvo, a pesar de todos sus cambios políticos, el respaldo abrumador del electorado croata, mayoritariamente campesino.
Nacido en una familia campesina pobre de Croacia-Eslavonia, tuvo dificultades económicas para completar su formación que, ante sus continuos choques políticos con las autoridades austrohúngaras, le llevaron a estudiar en Zagreb, Praga y París, donde acabó licenciándose en ciencias políticas. Pronto activo en la política regional, fue el miembro más destacado de la nueva generación de políticos croatas de la llamada «Juventud Progresista». Al discrepar de esta y de los antiguos partidos de la región sobre la importancia del campesinado o sobre la conveniencia de una unión política con Serbia y Montenegro, fundó su propio partido,el Partido Campesino Croata, junto con uno de sus hermanos en 1904.
El nuevo partido abogó por reformas políticas, sociales y económicas que concediesen poder al campesinado, reconciliasen a serbios y croatas en la región y porque se formase una nueva unidad croata en el Imperio austrohúngaro, que deseaba federal. De escasa importancia hasta el final de la guerra mundial por el restrictivo derecho al voto en la región, fue, sin embargo, el único partido con presencia notable en el campo donde vivía la abrumadora mayoría de la población.
Durante y después de la guerra se opuso a la unión con Serbia y Montenegro y prefirió la proclamación de una república en los territorios que consideraba croatas del desaparecido Imperio; a lo sumo, llegó a aceptar una confederación. Su oposición al nuevo Estado yugoslavo se mantuvo hasta 1924 y le llevó a no enviar a sus diputados a las discusiones de la nueva Constitución, que resultó centralista, ni al Parlamento nacional. Sus intentos de internacionalizar el conflicto fracasaron y, a pesar del creciente respaldo electoral, permaneció fuera del Gobierno y alejado del poder. En 1925 finalmente abandonó la defensa de la república, aceptó la unidad del Estado y la monarquía y formó un Gobierno de coalición con su principal adversario, el Radical serbio Nikola Pašić. Descontento con las escasas reformas del Gobierno, acabó volviendo a la oposición.
Se coligó entonces con su antiguo rival, el serbocroata Svetozar Pribićević, que había abandonado su anterior ultracentralismo y juntos condujeron una durísima campaña de acoso al Gobierno que crispó la política parlamentaria. En una de las turbulentas sesiones fue herido por el diputado gubernamental montenegrino Puniša Račić, y acabó falleciendo semanas más tarde. Unificador de la nación croata y opuesto a la centralización de la nación yugoslava, su muerte acentuó intensamente la crisis política y llevó pocos meses después a la implantación de una dictadura real que acabó con el período de Gobierno constitucional en el país.

## En Austria-Hungría

### Juventud y estudios
Stjepan nació el 11 de junio de 1871 en el pueblo de Desno Trebarjevo a orillas del río Sava, cerca de Sisak, Croacia (entonces Croacia-Eslavonia, parte del Imperio austrohúngaro). Su familia era campesina y de escasos medios. Nació miope. Stjepan era el noveno hijo de una familia de once hermanos, tres de los cuales murieron en la infancia. De todos ellos, sólo él y su hermano Antun (o Ante) llegaron a abandonar su localidad de nacimiento. Sus padres, Imbor y Jana (Ana) eran analfabetos y relativamente pobres. Con la vivacidad e inteligencia de su madre, Stjepan era un niño bajo y débil que sufrió por ello en la escuela donde, sin embargo, demostró ser buen estudiante. Hogar devotamente cristiano, este aspecto de la vida familiar influyó en Stjepan, que fue siempre un cristiano practicante influido en sus opiniones políticas por sus creencias. La intensa crisis agraria que había comenzado en 1873 afectó a los Radić e influyó en su posterior creencia en que la lucha por lo que consideraba derechos políticos y nacionales croatas debía ir unida a reformas sociales y económicas en el agro.
A pesar de la oposición de sus padres, que no deseaban que continuase su educación más allá de la primaria, Stjepan logró comenzar sus estudios de secundaria en Zagreb tras presentarse de improviso ante su hermano Antun en 1883, que ya se hallaba en la ciudad estudiando desde 1881. Antun, renuente, aceptó hacerse cargo de la manutención de Stjepan. En sus años de estudiante en Zagreb, Stjepan vivió en extrema pobreza, acudiendo a las instituciones de caridad para comer. Tras diversas dificultades, tuvo que acabar su cuarto curso en Karlovac por haberse peleado con uno de sus profesores de Zagreb. Al año siguiente, sin embargo, se le permitió regresar a Zagreb para cursar los últimos dos años de los seis de escuela secundaria.
Al finalizar su tercer curso, en el verano de 1886, el joven Radić partió a recorrer a pie el norte y este de Croacia-Eslavonia, el primero de sus numerosos viajes por la región. En este viaje, Radić conoció al famoso obispo de Djakovo Josip Juraj Strossmayer, al que no causó especial impresión. En 1888, realizó un nuevo periplo que le llevó al noroeste, a Estiria, Carniola, Istria y la costa croata. En esto viajes, Radić observó las condiciones de vida de los campesinos. En 1889 viajó modestamente a Kiev, donde recibió clases de ruso durante sus dos meses de estancia en la ciudad, alojado en un monasterio.
En 1891 partió a un nuevo viaje, esta vez a Dalmacia. Denunciado por nacionalista croata por unos serbios de Herzegovina, fue expulsado por la policía y trasladado a Rijeka, donde fue puesto en libertad tras la breve detención. Ingresó entonces en la facultad de derecho de Zagreb, a la vuelta de su viaje. Durante sus años de estudio universitario, Radić mantuvo frecuentes contactos con políticos croatas de la época como Josip Frank o Ante Starčević, lo que le permitió familiarizarse con la política croata del momento.
Criado junto con su hermano Antun en un ambiente campesino en plena transformación, su entorno, las penalidades que sufrió en su infancia rural y sus viajes por las provincias le influyeron notablemente.
Agitador político entre los estudiantes, el 23 de julio de 1893 criticó públicamente al ban Khuen-Héderváry durante una celebración histórica y fue arrestado y enviado cuatro meses a prisión (de octubre de 1893 a febrero de 1894) y expulsado de la Universidad de Zagreb. Decidió continuar sus estudios en Praga. Estos le influyeron políticamente y abogó por introducir al campesinado pobre en la política de Croacia-Eslavonia. Especialmente relevante fue la influencia del nacionalismo popular y no historicista de Masaryk. Las desavenencias entre nacionalistas checos y alemanes también le llevó a considerar Bohemia como el centro de la lucha entre el eslavismo y el germanismo, de la que se sintió parte. Durante su estancia en Bohemia, se casó con Marinka Dvořák, maestra de escuela. Nuevamente envuelto en las protestas políticas de la capital bohemia, fue enviado diez días a prisión y expulsado de la universidad y del territorio cisletano (28 de noviembre de 1894).
De vuelta en Zagreb antes de matricularse en Budapest, el 16 de octubre de 1895, dirigió la protesta contra la política magiarizante del ban (gobernador) de Croacia-Eslavonia, Carlos Khuen-Héderváry durante la visita del emperador Francisco José a Zagreb. La protesta llevó a la detención de los 51 estudiantes implicados y a su expulsión de las instituciones educativas de la ciudad. Radić fue condenado a cuatro meses de prisión (de noviembre de 1895 a marzo de 1896). Tras su liberación marchó a Rusia, donde permaneció hasta finales de agosto de 1896 pero no logró matricularse en la universidad de Moscú.
Tras pasar brevemente por Cracovia, regresó a Croacia-Eslavonia en octubre de 1986 y marchó a continuación a Praga, donde conoció la existencia de la École Libre parisiense y se decidió a continuar sus estudios en ella; llegó a París en 22 de febrero de 1897. Pasó el verano en Lausana aprendiendo francés y se matriculó en ciencias políticas en la École en octubre. Aprobó sus exámenes en junio de 1898 y preparó su boda (que se celebró en Praga el 23 de septiembre). El matrimonio pasó luego por Croacia-Eslavonia antes de regresar a París en febrero de 1899. En junio se licenció finalmente en ciencias políticas. En esta época comenzó a publicar junto con otros miembros de la «Juventud Progresista», de la que era el miembro más destacado, considerándose él mismo como tal. En estas publicaciones comenzó a reflejar sus ideas políticas, críticas con los partidos tradicionales de la región.
Tras completar sus estudios en París se instaló con su esposa en Praga en  agosto de 1899, donde nació la primera hija del matrimonio, Milica. Hasta su regreso a Croacia-Eslavonia en julio de 1900, Radić ejerció como periodista independiente. En agosto se instaló en Zemun, donde el matrimonio residió hasta diciembre de 1901 y donde nació la segunda hija, Miroslava. El matrimonio tuvo dos hijos más, Vladimir, nacido en 1905, y Branko, en 1912.  A su vuelta de Bohemia, formó parte de la llamada Juventud Progresista, un grupo de oposición oficioso formado por jóvenes influenciados por Masaryk. A diferencia de la mayoría de ellos, Radić no defendió la unión yugoslava y no se unió a la Coalición croato-serbia. En Zemun Radić continuó trabajando como periodista para algunos diarios checos y franceses y regresó a la política activa, aunque cada vez más alejado de sus antiguos compañeros de estancia en Bohemia.
Entre septiembre de 1902 y enero de 1903, estuvo en prisión acusado de perturbar el orden por alentar a una multitud que atacaba la tienda de un vecino serbio a abandonar su propósito y dirigirse en vez de ello a la estación de ferrocarril y arrancar los carteles en húngaro. En abril de 1903, se le arrestó en relación con las protestas antimagiares del momento y pasó dos meses en la cárcel. Aunque las protestas se calmaron pronto y no contaron con apoyo de las formaciones políticas, impresionaron a Radić, que se convenció de que el campesinado, dotado de una organización política, podría convertirse en el centro del movimiento nacional croata. Sus anteriores intentos de dotar a la oposición unida, que reunía a las principales formaciones políticas de oposición en el Sabor salvo a los frankovci, de un programa populista habían fracasado. El 10 de marzo de 1904, fue finalmente despedido de su puesto de secretario del comité ejecutivo de la oposición unida croata por sus desavenencias con los «Jóvenes Progresistas» y los antiguos partidos. Sus deseos de basar el nuevo partido formado por la oposición en un programa agrario desencadenó la ruptura.

### El partido político
El 5 de diciembre de 1904 fundó junto con su hermano Ante el Partido Campesino Croata (oficialmente Partido Popular Campesino Croata, HPSS), de escasa representación en los Parlamentos croata (autonómico) y húngaro debido a la restricción del derecho al voto (en 1910, sólo 49 000 personas de una población de 2 622 000 habitantes en Croacia-Eslavonia gozaban de derecho al voto). Mientras Stjepan era el más popular de los dos hermanos, fue Ante el verdadero teórico del partido. Los hermanos no lograron el respaldo de la Juventud Progresista, de la que los separaban su hostilidad al socialismo, su negativa a dar prioridad a los problemas urbanos frente a los del campo, su cristianismo —a pesar de su anticlericalismo— y su renuencia a abandonar del todo el concepto de derecho histórico a un Estado, compartido con los antiguos partidos.
Al comienzo, la nueva formación tuvo numerosos roces con las autoridades y con la jerarquía católica regional. Su situación financiera, además, no era buena. Se hallaba además opuesto a la práctica totalidad de las formaciones políticas de la región, situación que continuó hasta el final de la guerra mundial. Radić recorrió la región para favorecer la formación de organizaciones locales del partido, que siguió creciendo a pesar de las dificultades. A comienzos de 1909, el partido tenía el respaldo de 10 000 campesinos.
En 1912 la composición del partido reflejaba ya la composición social regional, con un 83 % de campesinos en sus filas, aunque con escasa influencia y sin apenas apoyos en las ciudades. A pesar de la participación campesina, el programa del partido y sus iniciativas se aprobaban por la dirección del HPSS, especialmente por Radić.
En las elecciones al Sabor, nunca logró más de nueve diputados de un total de 88. El radicalismo surgido de la guerra mundial fue el que convirtió al partido en una formación de masas. Con el tiempo, se extendió por las poblaciones croatas no solo de Croacia-Eslavonia, sino también de Dalmacia y Bosnia.

### Ideología del partido
El partido, centrado en los problemas croatas y sin una postura clara sobre la política europea general, defendía las reformas sociales, la reforma agraria y la democracia en un Estado republicano. Viendo a los serbios como hermanos eslavos, no tenía una opinión clara respecto a la unidad yugoslava. Usando un lenguaje cercano a de los socialistas aunque antisocialista, defendía, sin embargo, la propiedad privada agrícola, base de su poder, fundamentalmente campesino. Se oponía a la colectivización de la tierra. El HPSS era un partido defensor de la aplicación de la ley, reformista, antirrevolucionario y pacifista; confiaba en poder alcanzar sus objetivos políticos de manera legal. Era además una formación de carácter anticlerical, opuesta a la identificación de la nación croata con una determinada religión. Los Radić eran, no obstante, profundamente cristianos y su moral tuvo influencia en su posición política. Consideraban que la política debía tener una base moral y esta les era inconcebible sin fundamento religioso. El HPSS era un partido abiertamente cristiano. Los elementos clericales, temerosos de la influencia del nuevo partido en el agro, criticaron con dureza al HPSS.
Fundamental en la unificación de la integración nacional, fue el único partido de la época en Croacia-Eslavonia que se extendió por el campo. Convencidos de los problemas sociales, económicos y sociales se debían al abandono de los campesinos por los intelectuales, los hermanos Radić decidieron trabajar para otorgar al campesinado un puesto preeminente en la sociedad croata. El HPSS favorecía la reforma agraria, el fin de los latifundios, la extensión del crédito a los campesinos, la reforma de la administración y la mejora de la educación en el campo. Abogaba además por la reforma de los ayuntamientos, que debían adoptar un nuevo e importante papel en el desarrollo económico, por la extensión de las cooperativas y por una reforma fiscal que introdujese una imposición progresiva y la reducción de los impuestos indirectos.
El partido adoptó una actitud favorable a la corte imperial y hostil al Gobierno de Budapest, favorable a una unión entre serbios y croatas pero siempre reconociendo el derecho croata a lo que consideraba sus territorios. La concordia entre serbios y croatas en la región y el desarrollo social debían servir para acabar con lo que Radić consideraba dominio magiar sobre Croacia. Leal a la Corona, entregado al pueblo (especialmente al campesinado) y patria croatas, compartía con Ante Starčević su defensa del derecho a un Estado croata. Para Radić el Imperio suponía una barrera eslava a la expansión alemana. Favorecía la federalización del Imperio, para lo que abogaba por cooperar con los serbios del mismo y con la corte imperial. Radić defendía la reforma del Imperio y su conversión en una federación que incluyese Estados Unidos por la figura del monarca y que incluyese un Reino de Croacia que agrupase a los súbditos serbios, croatas y eslovenos del Estado. No abogaba por la unión de los territorios de población mayoritariamente eslava del sur del Imperio con Serbia o Bulgaria. Su yugoslavismo se circunscribía al Imperio. La unidad con los serbios «debía ser el medio para lograr fines más altos: la unificación de Croacia y su defensa contra los extranjeros». Era hostil a los políticos serbios de Belgrado. Consideraba además que Bosnia era históricamente parte de Croacia, posición que adoptó después de la anexión del territorio al Imperio en 1908. Dada la oposición de la Coalición croato-serbia a esta, Radić intensificó su crítica a la coalición por considerarla fundamentalmente proserbia y opuesta a lo que consideraba intereses croatas. Rechazó, no obstante, tajantemente la actitud antiserbia de Josip Frank y de sus seguidores, que pensaba minaba la unidad de croatas y serbios en el Imperio y facilitaba el control germano y magiar de la política del país. Eslavófilo, respaldó al Gobierno zarista durante la revolución rusa de 1905.
Radić era además antisemita. Opuestos a lo que consideraban «insaciable capitalismo» y al liberalismo económico, los Radić asociaban a estos con los judíos, que en Croacia-Eslavonia se concentraban en los núcleos urbanos y eran vistos por los Radić como explotadores. Opinaban que los judíos eran extranjeros en el territorio e inasimilables.
Favorable a la autonomía cultural o religiosa serbia en lo que consideraba Croacia, no lo era a la política: «nosotros los croatas somos en Croacia los hermanos mayores, fundamos y defendimos más que nadie nuestra patria croata y por tanto nuestra patria común deber dirigirse en nombre del hermano mayor, como Croacia». Los símbolos del futuro Estado y el idioma debían ser croatas. Considerando imposible la separación territorial por la mezcla de las dos comunidades, abogaba por la reconciliación de ambas, pero rechazaba una «política serbia» en Croacia. A pesar de los llamamientos del partido a los campesinos serbios de la región para ingresar en él, las afiliaciones fueron escasas: estos prefirieron el Partido Independiente Serbio de Svetozar Pribićević. El programa del partido estaba además dirigido especialmente a los croatas. Este no era sofisticado, pero resultó muy popular en el campo croata y facilitó la integración nacional croata, a costa del enfrentamiento tras la guerra mundial con el ideal yugoslavista, que negaba la individualidad nacional croata.

### La guerra mundial

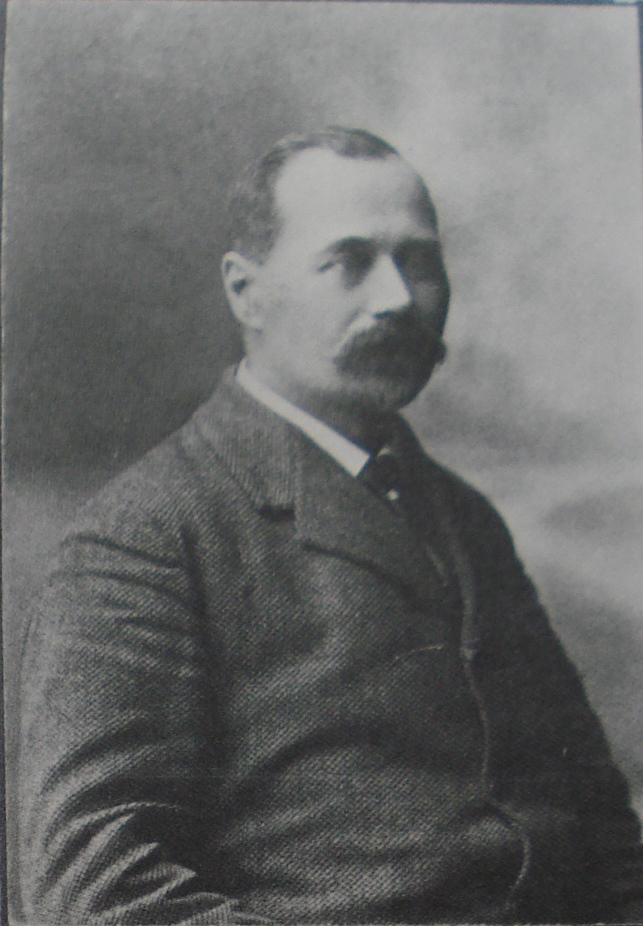
Radić en 1916, durante la Primera Guerra Mundial.

Favorable a la unión de lo que consideraba territorios croatas (Bosnia-Herzegovina, Croacia-Eslavonia, Istria y Dalmacia) y a las reformas que mejorasen la vida del campesinado, condenó el asesinato del heredero del trono austrohúngaro, el archiduque Francisco Fernando de Austria, al que consideraba dispuesto a la reforma territorial. Identificando a los políticos serbios con el atentado mortal, se mostró opuesto a la unión política con Serbia. Durante la guerra, trabajó para unificar los territorios de población croata y defendió la permanencia de la nueva unidad dentro del Imperio y rechazó su unión con Serbia; la unión de croatas y serbios debía darse únicamente en el Estado croata que defendía y debía servir fundamentalmente para eliminar el control magiar. Durante el periodo austrohúngaro, Radić defendió la unidad entre los pueblos eslavos del sur pero, en su opinión, la unidad era cultural, lingüística y social, no política. Su defensa de la unidad con los serbios era puramente táctica, para defender la cultura croata de la influencia alemana y magiar en el Imperio. Radić unía en complejo equilibrio la unidad cultural con los serbios con la defensa a un Estado croata separado; culturalmente yugoslavo, era políticamente croata. A partir de 1918, Radić abandonó su defensa de la unidad para hacer hincapié en el derecho croata a la autodeterminación, ya mediante la independencia, ya mediante una confederación con Serbia.

## Yugoslavia

### Tras la guerra mundial: la fundación del nuevo país
Después de Primera Guerra Mundial, destacó en política entre los croatas por su oposición a la fusión de Croacia con el Reino de Serbia sin garantías de autonomía para Croacia. Radić no se oponía totalmente a la formación del nuevo país, pero deseaba que los croatas expresasen sus condiciones para la unión a través de una asamblea constituyente separada; partidario de la independencia y de un Estado croata en forma de república campesina neutral en los primeros años de la posguerra, fue modificando su actitud hacia el nuevo Estado paulatinamente y pasó a abogar por una confederación. Su preferencia por una república hubiese convertido la unión con Serbia, monárquica, en extremadamente compleja.
Durante el corto periodo del Estado de los Eslovenos, Croatas y Serbios, tras la proclamación de la independencia del Imperio, Radić defendió que Croacia había formado un nuevo Estado que se había asociado al resto de territorios poblado mayoritariamente por eslavos del Imperio. Defendió que este tuviese su centro en Croacia, que debía ser el elemento predominante. Dispuesto a aceptar transitoriamente la autoridad de la junta nacional formada en Zagreb hasta la convocatoria de una asamblea constituyente que decidiese el destino del nuevo Estado, para él el Estado yugoslavo se limitaba a los territorios anteriormente austrohúngaros. La relación de este nuevo país con Serbia y Montenegro debía decidirse más adelante, y Radić se oponía con vehemencia a una asociación que incluyese al Reino de Serbia.
El 24 de noviembre de 1918, instó a los delegados de las Cortes de Croacia-Eslavonia, reunidos bajo la presidencia del vicepresidente Svetozar Pribićević, a no precipitarse al decidir el futuro político del país, para «no correr como gansos en la niebla» —temía que Croacia se convirtiera en un socio menor de un Estado dominado por los serbios. Ante la presión italiana sobre la costa dálmata e Istria, la falta de entusiasmo por la unión de los dos países en igualdad del Gobierno serbio, que había retirado a los ministros nombrados en la Declaración de Ginebra (1918), y las sugerencias del rey  serbio para que los serbios solicitasen sin más la integración en el Reino de Serbia, la postura de Radić fue derrotada. Con sólo dos votos en contra (uno el del propio Radić), la asamblea decidió rechazar la Declaración de Ginebra y enviar una delegación de 28 diputados a Belgrado para solicitar la anexión inmediata de los territorios austrohúngaros. Radić consideraba la unión un acto inconstitucional porque no fue ratificado por el Sabor croata y no democrático porque no había sido aprobado en plebiscito por los croatas; en su opinión, había sido simplemente la acción de un grupo de intelectuales.

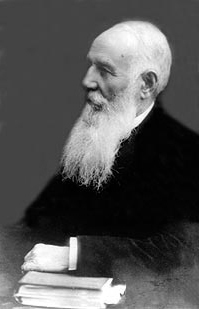
Nikola Pašić, varias veces primer ministro de Serbia y Yugoslavia y principal adversario político de Radić.

Tras la guerra, el partido de Stjepan Radić (su hermano no sobrevivió a la contienda) se convirtió en el principal partido croata que, mientras mantenía una ideología agraria, absorbió a otros grupos burgueses del período austrohúngaro. Radić se transformó pronto en el ídolo del campesinado, con un programa que defendía los derechos políticos croatas, la reforma agraria para los campesinos eslavos a costa de los terratenientes alemanes y húngaros, la descentralización administrativa, el pacifismo, el internacionalismo y la democracia plebiscitaria. Radić desarrolló, sin embargo, una política estéril basada en la abstención del partido y el sabotaje al poder, que no le restó, no obstante, apoyos.

### Arresto, rechazo del Estado y la asamblea constituyente
El Partido Campesino decidió pronto mantener su defensa de la autodeterminación croata y buscar apoyos para ello en el extranjero. Ya el 3 de febrero de 1919, ante una reunión con 5856 seguidores, Radić criticó con dureza la extensión de la administración serbia a Croacia y reclamó la proclamación de una república croata, la convocatoria de una asamblea constituyente separada y soberanía nacional. Aunque no descartó una federación con Serbia (que, sin embargo, consideraba inicialmente insuficiente), insistió en que esta debía ser aprobada por la asamblea constituyente que proponía.
| Elecciones a la asamblea constituyente (28/11/1920) (porcentaje de votos) |
| |
| Según Rothschild, p. 215. Centralista Partido Radical Serbio (89 escaños) Centralista Partido Demócrata Serbio (94) Centralista Agrarios Serbios y Eslovenos (39) Autonomista Partido Campesino Croata (50) Autonomista Partido Esloveno Populista y Clerical Croata (27) Autonomista Musulmán bosnio (24) Autonomista Musulmán Dzemijet-albanokosovar (8) Autonomista Burgueses croatas (4 listas) (14) Neutral Comunistas (58) Neutral Socialistas (10) Neutral Otros (6) |

Dos representantes del partido de Radić fueron nombrados para el Parlamento provisional yugoslavo hasta las elecciones para la Asamblea Constituyente; los representantes, sin embargo, decidieron no ocupar sus asientos. Comenzó así la actitud de boicoteo del nuevo Estado por parte del HSS, que se mantuvo hasta 1924. El Gobierno, que había considerado sediciosa la resolución del 3 de febrero, reaccionó a la negativa de Radić a participar en las Cortes provisionales aplicando un decreto austrohúngaro para prohibir la publicación oficial del partido y prohibiendo una manifestación posterior, que finalmente se celebró a pesar de los esfuerzos de la policía; Radić evitó por poco ser detenido. Ese mismo día (8 de febrero), el partido comenzó una recogida de firmas para defender la autodeterminación croata en la conferencia de paz de París. A finales de marzo, había obtenido 115 000 firmas (finalmente se llegó a las 160 000) que debían servir, en opinión del partido, para legitimar y demostrar el deseo de los croatas por una república independiente.
El 8 de marzo de 1918, el comité central del partido aprobó una resolución de nueve puntos que rechazaba el reconocimiento de la dinastía Karađorđević y la autoridad de las Cortes interinas, exigía la proclamación de una república croata neutral, la reunión de una asamblea constituyente separada y anunciaba el envío de una petición al presidente estadounidense Woodrow Wilson. El texto completo de la declaración fue traducido al francés y enviado al extranjero, a la Conferencia de Paz de París, y causó la decisión del Gobierno de detener a Radić (25 de marzo) junto con otros miembros de su partido. Radić disfrutaba en teoría de inmunidad como antiguo diputado del Sabor de Croacia-Eslavonia, lo que no impidió su detención y mantenimiento en «arresto preventivo» sin juicio. Se prohibieron las reuniones públicas del HPSS y familiares de Radić fueron también arrestados temporalmente. Sus intentos de internacionalizar el problema croata fracasaron, pero agravaron los problemas internos del nuevo país.
Pasó en prisión 339 en total días; su primera liberación tuvo lugar tras la llegada al Gobierno de Stojan Protić, el 27 de febrero de 1920. Desde prisión siguió controlando el partido. El 22 de marzo, sin embargo, fue arrestado nuevamente por atacar a la monarquía el día anterior en un discurso, por orden del vicegobernador de Croacia-Eslavonia, cercano al regente Alejandro, y acusado de «crímenes contra la patria». En su juicio, celebrado en julio, defendió su rechazo a la monarquía y al centralismo y anunció que podría no reconocer los resultados de las deliberaciones de la asamblea constituyente. En agosto fue condenado a dos años y seis meses de prisión a pesar de haberse defendido con brillantez. Fue amnistiado por el regente el 28 de noviembre de 1920, el día de las primeras elecciones a la asamblea constituyente del Reino. Su encarcelación se había producido a instigación del dirigente serbio de origen austrohúngaro Pribićević, ministro del Interior y represor de los partidos campesino y comunista, a los que consideraba amenazas para el nuevo Estado.
El encarcelamiento radicalizó la actitud de Radić hacia el nuevo Estado: abandonó su anterior aquiescencia a la confederación y exigió la independencia de la república croata. Sólo la falta de apoyo internacional en la conferencia de paz de París hizo que el partido volviese a adoptar una posición favorable a la confederación. A partir de entonces, Radić aceptó la unidad del Estado, pero no su organización interna centralista. Radić defendía una confederación de eslavos del sur que, con el tiempo, podría convertirse en una federación, pero abogaba por la creación de una república croata separada y soberana dentro de la confederación, que carecería de un Gobierno común.
Durante 1919 y hasta 1922, consideró posible que las revoluciones comunistas de Centroeuropa afectasen a Yugoslavia y derrocasen a la monarquía lo que, en su opinión, podía favorecer a su partido. Anticomunista, trató de evitar una posible extensión de la influencia comunista en el agro croata mientras esperaba en cualquier momento una revuelta en la antigua Serbia. El HSS criticó con notable éxito en su propaganda el apoyo comunista a la unidad yugoslava, su oposición a la propiedad privada, su hostilidad a los partidos agrarios y su deseo de colectivizar la tierra e imponer un Estado centralista y burocratizado.
Otra característica general de la actitud política de Radić fue su pacifismo y rechazo a la violencia, en parte como contraste al Gobierno de Belgrado, que consideraba fundamentalmente militarista.
Durante el periodo anterior a las elecciones, se mantuvo el control militar del territorio y no hubo por parte del Gobierno concesiones al particularismo croata. Las medidas gubernamentales contra el partido de Radić, no obstante, no fueron eficaces para detener su gran crecimiento. Las medidas de oposición del partido a las autoridades fueron, en general, pacíficas. En septiembre, sin embargo, tuvo lugar un alzamiento de raíz económica —pero que pronto tuvo tintes políticos— en los alrededores de Zagreb, que fue aplastada por las autoridades. Algunos miembros del HPSS participaron y dirigieron la revuelta, mientras que la dirección del partido la alentó.
El resultado de las elecciones de noviembre fue de 230 590 votos para el partido de Radić, lo que equivalía a 50 escaños en un Parlamento de 419 diputados. El partido de Radić se había convertido en el principal partido de Croacia, y recibió su apoyo casi exclusivamente en el campo. El resto de partidos croatas obtuvieron resultados insignificantes, y Radić derrotó ampliamente a aquellos partidos croatas que habían aprobado la creación de Yugoslavia. Su movimiento, sin embargo, no logró el respaldo de los serbios de la antigua Austria-Hungría. A nivel nacional, fue el cuarto partido en número de votos. Radić interpretó los resultados como un respaldo ciudadano a su defensa de una república separada.
Antes de la primera sesión del Parlamento, después de una enorme manifestación de alrededor de 80 000 personas en Zagreb el 8 de diciembre, Stjepan Radić y el HPSS —que después de la manifestación pasó a llamarse Partido Campesino Republicano Croata (HRSS)— en una reunión extraordinaria aprobaron una moción por la que el partido no participaría en los debates parlamentarios de la asamblea constituyente hasta que se resolviesen con Serbia las cuestiones sobre la forma de Gobierno, la discriminación en el poder del pueblo croata y los poderes del rey en el Gobierno central en Belgrado; logró además que otros representantes de los partidos burgueses croatas no acudiesen tampoco a las nuevas Cortes. El 11 de febrero de 1921, dirigió un escrito extraordinariamente crítico al regente yugoslavo, príncipe Alejandro, exigiendo la proclamación de una república croata campesina y neutral y una asamblea constituyente propia, criticando a las autoridades civiles y militares yugoslavas en los territorios croatas e indicando que el resultado de las elecciones había supuesto un decidido respaldo a su posición.
Por su parte, los partidos mayoritarios serbios, con los Radicales de Pašić a la cabeza, se negaron a promulgar ninguna medida autonomista, federalista o descentralizadora. Pašić, habiendo desesperado de poder alcanzar acuerdo alguno con los partidos croatas moderados, había logrado un consenso con sus adversarios del Partido Demócrata de Pribićević. Radić, por su parte, había perdido la oportunidad de enmendar la Constitución o de poder influenciar a los diputados bosnios musulmanes y agrarios eslovenos que finalmente votaron a favor de ella. El HRSS mantuvo su rechazo a reconocer el nuevo Estado y continuó su política de ausencia de las instituciones. En paralelo a la asamblea constituyente de Belgrado, el HSS redactó una propia para la reṕública croata que defendía en la primavera de 1921.

### La nueva Constitución

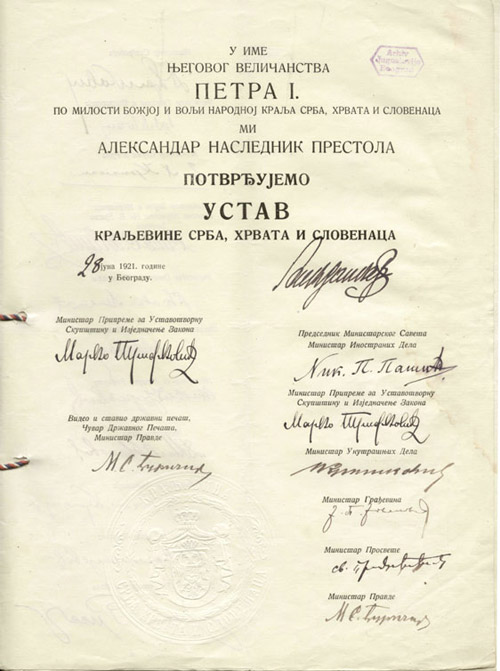
Constitución de 1921.

El 12 de diciembre de 1920 el Parlamento del Reino celebró su primera sesión, sin los representantes del HRSS (50 diputados) y  del Partido Croata por los Derechos (2 diputados). El 28 de junio de 1921, se aprobó la Constitución del Reino de los Serbios, Croatas y Eslovenos (en serbio: Vidovdanski ustav o Constitución de Vidovdan), tras el voto a favor de 223 representantes de un total de 285 presentes, frente a 35 votos negativos. Los diputados de Radić no se presentaron a la votación. Del número total de parlamentarios, 419, esto suponía únicamente el 53,2 % de los votos, mientras que, de los presentes, votó a favor un 78,24 %. La Constitución establecía además un cuórum de tres quintos de los diputados para poder ser cambiada (artículo 126), mucho mayor que la mayoría simple que la había aprobado, lo que dificultaba las posibles modificaciones futuras.

### Boicoteo de las Cortes
Radić formó en octubre de 1921 el «Bloque Croata» (alianza de la Unión Croata, el HRSS, el Partido Croata por los Derechos y la Unión de los Trabajadores Croatas) que, a la vez que rechazaba las propuestas que Radicales y Demócratas hacían para acabar con su coalición y unirse a los Campesinos, solicitaba en 1922 a las potencias extranjeras que reclamasen a Belgrado la aplicación de sus antiguos derechos constitucionales en la próxima Conferencia de Génova. Poco después se dirigió al primer ministro británico David Lloyd George y a la Sociedad de Naciones, en vano. El Bloque defendía la existencia de una nación croata diferenciada y su derecho a un Estado soberano, además de ciertas medidas sociales; estuvo dominado durante toda su existencia por el HRSS, su principal elemento. Su petición no fue escuchada y Radić hubo de buscar alternativas a su inútil política de boicoteo. Sintiendo, sin embargo, que su posición se fortalecía por la prohibición del partido comunista (1921), el desencanto de los musulmanes bosnios por la reorganización administrativa y las disputas de los Radicales y Demócratas, siguió rechazando las propuestas de estos dos grupos y se negó a participar en el Parlamento hasta que no hubiese un cambio de Gobierno o unas nuevas elecciones. Las sucesivas negociaciones con el disidente Radical Stojan Protić y con los Demócratas de Ljubomir Davidović fracasaron.
En las elecciones parlamentarias que se celebraron el 18 de marzo de 1923, la oposición de Stjepan Radić al Gobierno central logró atraer más votos y se consolidó como principal partido en Croacia, arrinconando a sus adversarios burgueses, pero comenzando a su vez a defender sus postulados. Los resultados de la elección reportaron 70 asientos (473 733 votos) y fue el partido más votado en la antigua Croacia-Eslavonia (65,9 % de los votos de la región), así como en las zonas de mayoría croata de Bosnia-Herzegovina (17,9 % de los votos), aunque no en la antigua Dalmacia. El partido se convirtió en el segundo por número de votos de todo el país. En Croacia-Eslavonia su victoria había sido aplastante. El partido había logrado no sólo el apoyo campesino, sino el de otras clases sociales croatas, convirtiéndose en un partido nacional que interpretó el respaldo como confirmación de su posición a favor de la autodeterminación croata. El partido siguió sin reconocer al Gobierno de Belgrado y a considerarse oficiosamente el sucesor del desaparecido Sabor. Indicó además que, en caso de fracasar las conversaciones políticas con los partidos serbios, buscaría el respaldo internacional a su postura. Pašic, sin embargo, logró doblar sus votos y derrotar a sus supuestos aliados Demócratas y Agrarios, produciéndose una polarización aún mayor del electorado, con Radić obteniendo una mayoría clara en Croacia y Pašic en Serbia.
Pašic, reconociendo el dominio de Radić en Croacia, formó un nuevo gabinete completamente Radical y dejó cuatro carteras sin cubrir, tratando de atraer al Gobierno al partido de Radić, así como a los antiguos aliados de la JMO y a los Populares Eslovenos. Las negociaciones secretas que se llevaron a cabo en primavera fueron un fracaso. Durante las mismas, a la vez que Radić hacía llamamientos a los «incorruptos» campesinos serbios, acusaba a sus representantes Radicales de «gitanos», «valacos», «asnos», «capitalistas» o «bandidos». Pašic, por su parte, tampoco tenía gran interés en las conversaciones una vez que quedó claro que el HRSS no iba a abandonar su posición de boicoteo al Parlamento y no suponía de esta manera una amenaza a su predominio a pesar de su alianza temporal con eslovenos y bosniacos; el rey, por su parte, se oponía también a las conversaciones. Las negociaciones de Radić con los demás grupos opositores para sustituir a Pašic al frente del Consejo de Ministros fracasaron.
En julio solicitó abiertamente la ayuda italiana contra Belgrado, en un momento de gran tensión entre ambos países por las situación del puerto de Fiume, en disputa. Al mismo tiempo, se descubrió una conjura de antiguos oficiales austrohúngaros croatas, sostenida por Italia y Hungría, contra Yugoslavia, en la que el antiguo secretario de Radić estaba implicado. Este decidió abandonar el país el 23 de julio de 1923 gracias a un pasaporte húngaro. Pašic dio por concluidas las negociaciones con la oposición y mantuvo un Gobierno completamente Radical.

### Éxito electoral, viaje al extranjero y nueva detención

#### Sin apoyo internacional y fin del boicoteo de las Cortes
Radić, aferrado aún a la idea de una Croacia independiente, mantuvo al partido alejado del Parlamento como protesta. Esto otorgó al primer ministro serbio Nikola Pasic la oportunidad de consolidar y fortalecer su Gobierno, dominado por los serbios del antiguo reino. La alianza de Pašic con el nuevo partido de Pribićević aseguraba al primero una pequeña mayoría.
En su largo viaje no autorizado en el extranjero, visitó Inglaterra (hasta el 22 de diciembre, durante los que no logró respaldo oficial a sus pretensiones), Austria (hasta el 29 de mayo de 1924, donde mantuvo contactos con la Internacional Comunista y la Organización Interna Revolucionaria de Macedonia) y la Unión Soviética (a donde llegó el 2 de junio de 1924 para ingresar en la Internacional Campesina (27 de junio) (Krestintern) tras ser amenazado de expulsión por las autoridades austriacas). El viaje fue utilizado con el propósito de exponer a la comunidad internacional la difícil situación de los croatas en el nuevo reino según la visión de Radić. Mientras se hallaba en el extranjero, había pergeñado un plan de confederación entre Serbia y Croacia con autonomía para otras regiones, que resultó irreal. Su visita a la Unión Soviética fue más propagandística que de interés real en los objetivos de los soviéticos. Ya en febrero de 1924, decidió abandonar su anterior política de boicoteo del Parlamento yugoslavo, que se había mostrado inútil para lograr sus objetivos políticos; la falta de apoyo internacional y el reiterado apoyo de los votantes a Pašić y Davidović habían frustrado sus planes de llegar a un acuerdo de confederación gracias al primero y al relevo de los segundos. Su alejamiento de las Cortes yugoslavas tampoco había impedido, sino facilitado, la aplicación de las medidas centralistas a las que se había opuesto. Ese mismo mes, se implantó la división territorial constitucional del país en 33 distritos, que eliminó la administración regional de Croacia-Eslavonia.
A comienzos de 1924, el primer grupo de diputados croatas comenzó a acudir al Parlamento por orden de Radić, engrosando la oposición. Pašic trató de convocar nuevas elecciones y, ante la negativa del rey, dimitió el 12 de abril; dio paso a un Gobierno de coalición formada por Demócratas, Populistas Eslovenos y Musulmanes Bosnios a finales de julio, a la que se invitó a los Campesinos Croatas a participar. La idea de Radić era la de forjar una alianza con estos partidos para desplazar a Pašić del Gobierno. El partido de Radić prometió respaldar el nuevo gabinete, pero se negó a ingresar en él a pesar de reservársele cuatro carteras ministeriales.

#### Regreso a Yugoslavia, bloqueo político y arresto
El 11 de agosto, regresó a Yugoslavia y mostró su apoyo al Gobierno presidido por Davidović; tras negociar, el 15 de septiembre decidió aceptar los cuatro ministerios reservados para su partido. El rey, sin embargo, se opuso al ingreso del HRSS en el Gobierno y el gabinete de coalición se desintegró (15 de octubre) ante las declaraciones poco afortunadas de Radić, que minaron el apoyo real. El rey solicitó la dimisión de Davidović después de haber logrado la renuncia del ministro de Defensa por un discurso de Radić, crítico con la política yugoslava acerca de Albania.

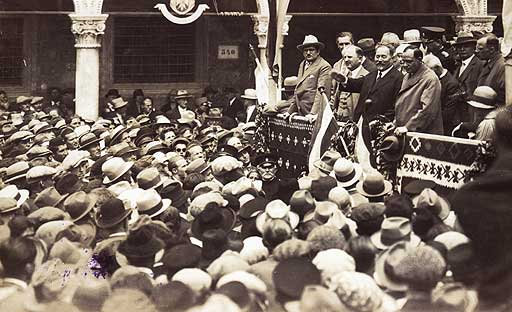
Radić, en campaña electoral.

El nuevo gabinete, formado el 6 de noviembre, nuevamente de coalición entre Radicales y Demócratas Independientes y encabezado por Pašić, logró que el rey aprobase nuevas elecciones para el 8 de febrero de 1925 y detuvo a Radić (5 de enero de 1925), que se encontraba huido. El 23 de diciembre, el Gobierno había declarado que el HRSS había infringido la ley de seguridad interna de 1921 al haberse afiliado a la internacional campesina favorecida por Moscú. Confirmada la acusación por el rey Alejandro el 1 de enero de 1925, se detuvo a los principales dirigentes y al propio Radić. Todos menos Radić fueron liberados para ser inmediatamente puestos bajo arresto domiciliario, a pesar de las protestas de la oposición. El objetivo del nuevo Gobierno era favorecer su victoria en las elecciones y tratar de debilitar a la formación de Radić, pero sus acciones fueron contraproducentes.
En las elecciones parlamentarias de febrero de 1925, el partido, incluso con todo su equipo directivo tras las rejas y el acoso de Gobierno, logró 67 diputados y con 545 466 votos. El resultado fue aún mejor que el de las anteriores elecciones: el partido obtuvo 45 de los 68 escaños de Croacia-Eslavonia, el 70 % de los votos en Zagreb y Osijek y más del 60 % en Split o Dubrovnik. Era el mayor partido de la oposición, aunque los dos socios de Gobierno habían logrado la mayoría absoluta en las Cortes (160 de los 312 diputados).
Con el fin de aumentar su poder de negociación, el HRSS se unió en coalición con el Partido Democrático, el Partido Popular Esloveno y la Liga Musulmana Yugoslava. Los malos resultados de los Demócratas y la mayoría obtenida por la coalición rival de los Radicales y Demócratas Independientes de Pribićević frustró sus esperanzas de formar Gobierno.
Convenció a los federalistas croatas, cuya principal figura era Ante Trumbić, antiguo miembro del Comité Yugoslavo y exministro de Exteriores, de apoyar el programa republicano, que él mismo abandonó meses después para ingresar en el Gobierno junto a sus anteriores rivales. Esto le granjeó duras críticas.

### Reconciliación y entrada en el gobierno
Inmediatamente después de las elecciones parlamentarias en marzo de 1925, Radić cambió radicalmente su postura y se ofreció a participar de firme en la política yugoslava, convencido por el rey. La falta de éxito de las denuncias judiciales contra los dirigentes Campesinos, el temor del monarca de ser acusado de persecución política y el buen resultado de Radić llevaron al acercamiento de posturas entre Radić, el Gobierno y el rey.
El 27 de marzo de 1925, su sobrino pronunció un discurso en las Cortes en las que anunció la renuncia del partido al republicanismo, el reconocimiento de la monarquía y la casa reinante y la Constitución de 1921. El partido pasó a llamarse simplemente Partido Campesino Croata (HSS, eliminando el adjetivo «republicano» desde el 2 de julio). Repudió sus anteriores conexiones con las Internacionales Comunista y Campesina. Las conversaciones entre Radicales, Campesinos y la corte continuaron durante la primavera.
Con el respaldo de los socios de coalición, el HSS alcanzó un acuerdo a mediados de julio con el Partido Radical Nacional de Pašić, por el que habría un nuevo Gobierno de coalición y la dirección del HSS saldría de la cárcel. En el nuevo gabinete que tomó posesión el 18 de julio de 1925, el HSS logró cuatro ministerios (además de tres subsecretarías de Estado): Reforma Agraria, Correos y Telégrafos, Comercio e Industria y Bosques y Minas. El propio Stjepan Radić ingresó en el Gobierno como quinto ministro del HSS, al frente del Ministerio de Educación, el 17 de noviembre. Los Campesinos lograron además el control sobre los nombramientos administrativos en el norte del país, con potestad para eliminar a los partidarios de Pribićević, apoyo para ciertas reformas legislativas, cambios en los impuestos y en la aplicación de la reforma agraria. La entrada del partido de Radić en el Gobierno frustró los intentos de la oposición de forjar un frente común contra Pašić que permitiese la formación de un gabinete de la oposición a los Radicales.
La colaboración entre los dos partidos en el Gobierno controlado por la formación de Pašić fue, no obstante, inestable. Ciertas acciones de Radić, la desunión en las filas Radicales, las acciones de los Demócratas y del rey favorecieron la crisis entre los partidos gubernamentales. La desilusión de Radić por la falta de reformas deseadas, bloqueadas en su opinión por un sector de los Radicales, fue creciendo.
El arreglo se truncó tras el fallecimiento del presidente del partido radical serbio, Nikola Pašić, el 10 de diciembre de 1926, aunque la participación de Radić había sido desafortunada ya antes: su tendencia a la demagogia y su comportamiento errático había debilitado la coalición y desesperado a Pašić, quién tampoco estaba dispuesto, por su parte, a cumplir con las reformas prometidas. Ante los ataques reiterados contra sus colegas del gabinete, estos forzaron su renuncia el 5 de abril de 1926, aunque sus compañeros de partido permanecieron en el Gobierno. Ya en enero de 1926, Radić había exigido la igualdad fiscal para todo el país y el desarrollo del Gobierno local; al mismo tiempo, comenzó a realizar discursos multitudinarios en los que criticaba la lentitud de las reformas. Cuando en febrero estalló un escándalo de corrupción que implicaba al hijo de Pašić y algunos Radicales, se unió con entusiasmo a la crítica de estos. Pašić dimitió, presionado por una fracción de su partido, los Demócratas, el rey y por el HSS el 4 de abril y le sucedió un nuevo gabinete de coalición entre Radicales y Campesinos Croatas presidido por el Radical Nikola Uzunović. A pesar de la tensión en la coalición, favorecida por las críticas del Radić a la corrupción, este respaldó la nueva alianza con la esperanza de que aplicase las reformas que deseaba.
Ante la amenaza de Radić de votar contra el presupuesto incluso desde dentro del Gobierno, el primer ministro Nikola Uzunović dimitió para formar un nuevo Gobierno Radical-Popular Esloveno, que excluyó al partido de Radić. Radić se había mostrado al comienzo dispuesto a mantenerse en el Gobierno tras la muerte de Pašić, que consideraba facilitaría las reformas, pero los buenos resultados en las elecciones de distrito en enero de 1927, la brutalidad policial y presión en las elecciones llevaron al HSS a decidir abandonar el Gobierno el 28 de enero de 1927.

### De nuevo en la oposición
El 2 de febrero de 1927, selló una alianza con los federalistas montenegrinos. La tensión entre reformistas (el HSS y los Demócratas) y conservadores (Radicales y Populares Eslovenos) continuó aumentando.
El 17 de abril, la coalición de Uzunović tuvo que ceder el poder a un nuevo gabinete, presidido por su rival Radical Velimir Vukićević, aliado al Partido Popular Esloveno y una fracción de los Demócratas. Gobierno débil por la falta de apoyo completo a los dirigentes coaligados por parte de sus formaciones, convocó elecciones para el 11 de septiembre de 1927, que resultaron ser las últimas antes de la proclamación de la dictadura del rey. Radić presentó candidatos en otras regiones del país y supuso que podría imponerse a los otros partidos croatas como el Partido Campesino Federalista Croata (HFSS) o el Partido Croata por los Derechos (HSP), del Bloque Croata. A pesar de las esperanzas de Radić de cosechar un gran éxito electoral, las elecciones supusieron un revés: se mantuvo como el principal partido croata por amplia mayoría, aunque perdió un número sustancial de votos (367 570, 170 000 menos que en las elecciones de 1925) pero fracasó en las otras regiones donde se había presentado, en parte por el acoso gubernamental a sus candidatos. El anterior apoyo urbano en Croacia-Eslavonia desapareció, salvo en Dalmacia. El partido volvía a ser una organización principalmente rural, aún el segundo partido del país junto con los Demócratas frente a unos Radicales aún más debilitados. A pesar de la gran popularidad de Radić, el partido mantenía poco interés en el trabajo de sus organizaciones locales y seguía un modelo piramidal en el que la dirección dictaba las posiciones del partido.
Tras las elecciones y la formación de un nuevo gabinete encabezado por Vukićević con los Populares Eslovenos, los bosníacos y los Demócratas de Vojislav Marinković, entró en coalición con el Svetozar Pribićević, presidente del Partido Democrático Independiente (SDS), una formación con predicamento entre los serbios de Croacia. Tras las elecciones, el Gobierno, de amplia coalición, prácticamente había excluido únicamente a los partidos de Radić y Pribićević. Este trató mediante la alianza con su antiguo adversario Radić de vengar su expulsión del Gobierno en 1925 a manos de los Radicales a la vez que surgió en él la convicción de que la política de centralización que había defendido ardorosamente en su etapa de gobierno había sido errónea. Los deseos de reforma (igualdad fiscal, mayor libertado política, mayor Gobierno local) unieron a los antiguos enemigos y el pacto creó sensación en todo el país. Anteriormente el Partido Demócrata Independiente había sido durante mucho tiempo un adversario de Radić pero, tras desilusionarse con la política de la burocracia de Belgrado, volvió a las buenas relaciones con el Partido Campesino, del que había sido aliado en tiempos del Imperio austrohúngaro.
La nueva coalición Demócrata-Campesina (SDK, creada oficialmente el 10 de noviembre de 1927) tuvo una verdadera oportunidad para poner fin al poder del Partido Radical y a su dominio parlamentario a finales de octubre mediante la alianza del HSS, el SDS, los Agrarios y los Demócratas de Davidović, pero la fracción Demócrata que apoyaba al Gobierno se mostró contraria a suscribir este nuevo acuerdo. La coalición comenzó entonces una acerada campaña de crítica al Gobierno, dedicándose al obstruccionismo en las Cortes, convirtiendo las sesiones en caóticas.
En la crisis de Gobierno de febrero de 1918, se le ofreció formar un nuevo gabinete de coalición con los Radicales, pero sus condiciones reformistas no fueron aceptadas y finalmente rechazó la oferta, que conllevaba además la ruptura de la SDK. Tras la renuncia de Vukićević, el monarca le encargó formar Gobierno el 9 de febrero, pero no fue capaz de hacerlo; sugirió entonces al rey la proclamación de una dictadura militar temporal que preparase nuevas elecciones y sirviese mientras para calmar la situación política, sugerencia duramente criticada por sus adversarios. El 23 de febrero, el soberano volvió a encargar la formación de Gobierno al dimitido Vukićević, que reunió en una amplia coalición a Populares Eslovenos, Radicales, bosníacos (JMO) y Demócratas; la situación política se polarizó cada vez más entre el Gobierno y la oposición.

### Asesinato en el Parlamento

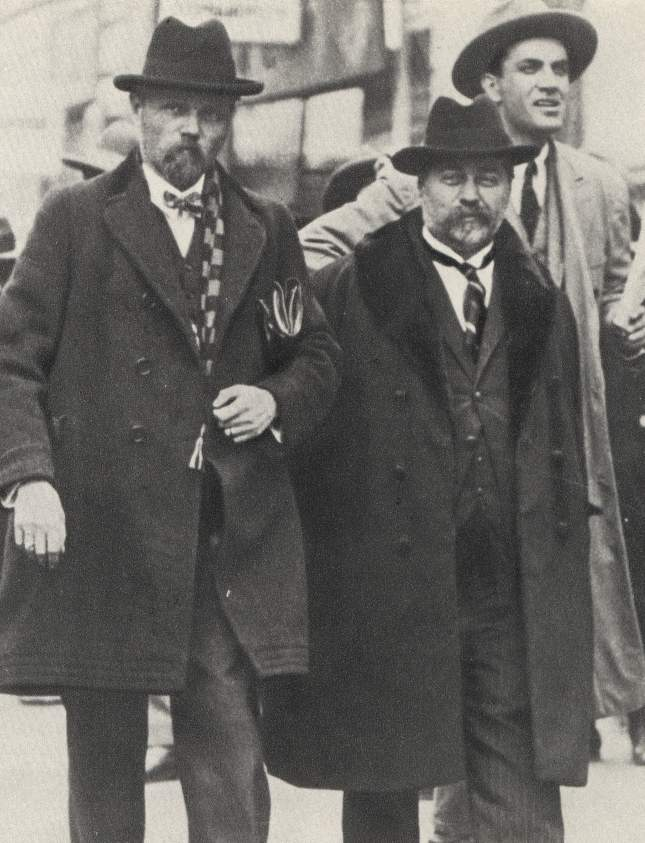
Pavle y Stjepan Radić en 1928, el año en que fueron asesinados.

En las Cortes, se sucedían las provocaciones y volaban las acusaciones por ambas partes. Mientras, en varias regiones croatas se sucedían las manifestaciones en contra de la ratificación de los Acuerdos de Nettuno, que el Gobierno consideraba necesarios para obtener un crédito británico, y aquellas tomaban un cariz intensamente contrario al Gobierno, se desarrollaban discusiones sobre el uso de los alfabetos cirílico y latino en el Parlamento que hacían inmanejables las sesiones y un nuevo periódico Radical expresaba la necesidad de acabar con Radić y Pribićević. Radić por su parte, acusaba a los ministros de «saqueadores», «bandidos» y «proscritos».
Los nuevos diputados Radicales, escogidos por el nuevo dirigente Radical y primer ministro Velimir Vukićević, eran hombres sin experiencia parlamentaria, muchos de ellos veteranos de las guerras balcánicas y de la Primera Guerra Mundial, ultranacionalistas, y habían sido elegidos por su fidelidad al primer ministro y por la intención de este de arrinconar a los antiguos dirigentes y afianzar su control del partido.
Durante una cruda discusión con uno de estos parlamentarios, Puniša Račić, el 19 de junio de 1928, Radić llamó a los diputados Radicales «ganado» y uno de ellos amenazó a aquel declarando que la sangre podría correr en el Parlamento. Ese mismo día, Radić apreció, como hizo su aliado Pribićebić, que se estaba creando una atmósfera favorable al asesinato en la cámara. La noche del 19 de junio uno de sus aliados montenegrinos le rogó que no acudiese a las Cortes ante la gran tensión que existía, pero Radić se negó. En la mañana del 20 sus diputados le suplicaron que se ausentase de la Asamblea ese día, en vano. Se comprometió, sin embargo, a no entrar en discusiones en el Parlamento.
Al día siguiente, en la Asamblea, Račić tomó la palabra para responder a las acusaciones de Radić del día anterior y pronto se enzarzó en una disputa verbal con el Campesino Ivan Pernar, lo que llevó al presidente a suspender la sesión. Al no solicitar el presidente de la cámara una disculpa del croata, Račić sacó un revólver y disparó a Pernar, hiriéndolo mortalmente. A continuación, siguió disparando a Radić, Pribićebić —que se salvó al interponerse un diputado del HSS— y a otros tres diputados del HSS. Dos de los diputados murieron en el acto (entre ellos su sobrino Pavle) y otros dos consiguieron recuperarse. Radić quedó por muerto aunque, en realidad, solamente se hallaba gravemente herido en el estómago. Murió varias semanas más tarde (8 de agosto de 1928) de vuelta en Zagreb, aunque se desconoce si fue debido a la herida, a una infección causada por su diabetes o a un fallo cardíaco. Su entierro en Zagreb fue multitudinario (alrededor de trescientas mil personas) y su muerte agudizó la brecha entre el Gobierno del Belgrado y la población croata y croato-serbia.

### Consecuencias

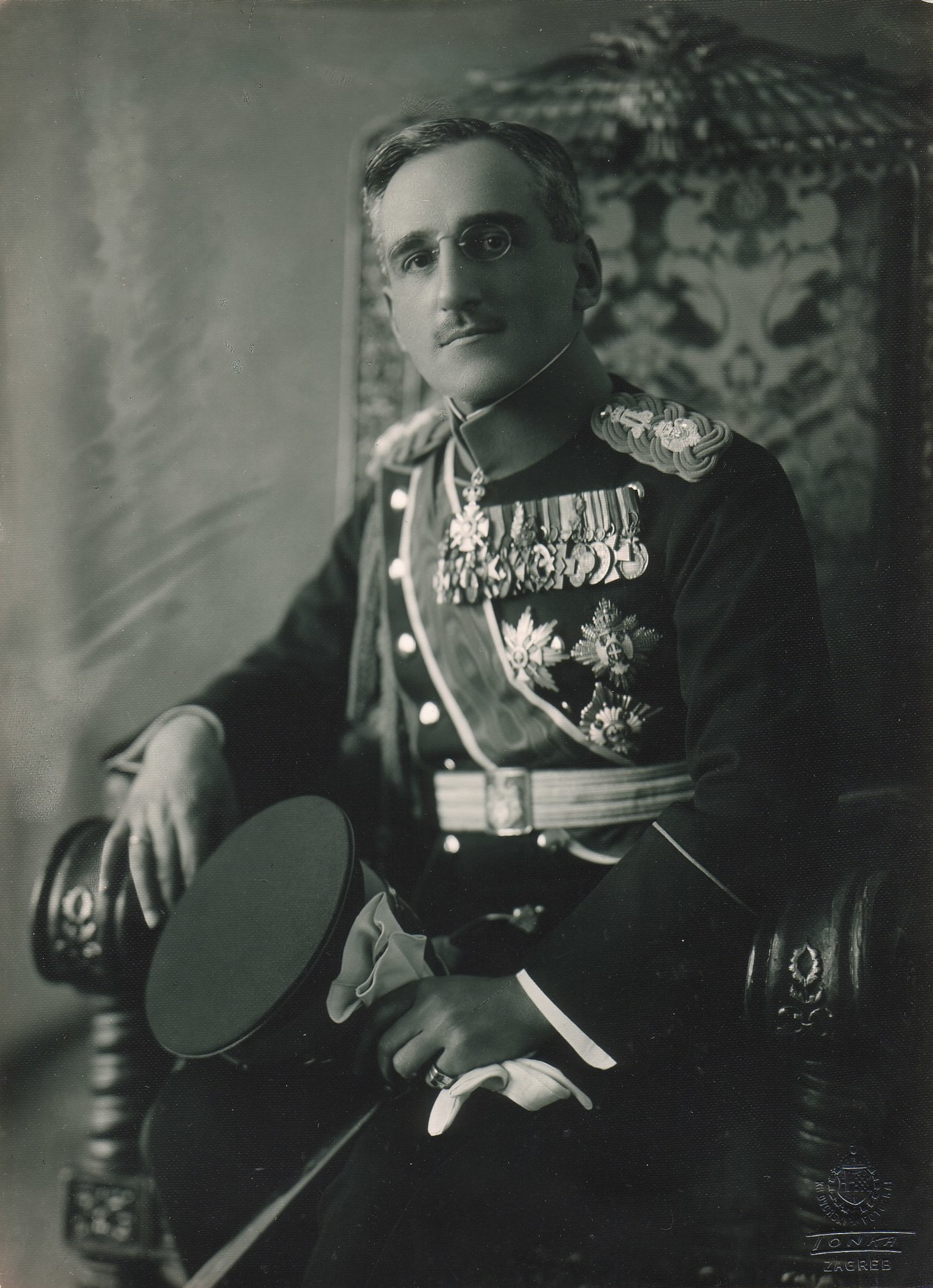
El rey Alejandro, que decidió implantar la dictadura por la crisis desatada por el asesinato de Radić.

El asesino, tras notificar a sus electores el asesinato, que él consideraba un acto patriótico, se entregó a la policía. Fue condenado a veinte años de cárcel, que penó en condiciones favorables hasta que fue liberado a comienzos de la Segunda Guerra Mundial. Fue capturado, juzgado y condenado a muerte por los partisanos yugoslavos en 1945.
Los diputados de la Coalición Campesino-Demócrata se retiraron del Parlamento el mismo día del tiroteo y expresaron sus dudas de que siguiese representando al país. Exigieron a partir de ese momento profundas reformas políticas. En un gesto del rey, simbólico pero inútil, se ofreció al convaleciente Radić, que parecía mejorar, la formación de un nuevo Gobierno el 7 de julio, tras la renuncia de Vukićević, que había negado cualquier responsabilidad del gabinete en el ataque. El 1 de agosto, pocos días antes de su muerte, el Bloque Croata se unió a la resolución de la SDK en su exigencia de reformas del Estado y rechazo de la autoridad del Parlamento de Belgrado. El HSS pasó a exigir un modelo federal.
A raíz de la crisis política provocada por los asesinatos, el rey Alejandro que, a diferencia de los políticos del Gobierno, consideró los asesinatos como una crisis no sólo gubernamental sino nacional, ofreció a la Coalición la separación pacífica de los antiguos territorios austrohúngaros del resto del país, consciente de que la administración serbia heredada del antiguo reino anterior a la guerra mundial había resultado fallida y citando el ejemplo de secesión pacífica de Noruega en 1905. Prefería esta solución a la federación del país, defendida por la Coalición desde 1927. Ésta, sin embargo, temiendo las aspiraciones italianas y húngaras sobre los que hubiesen sido sus territorios, rechazó la oferta e insistió en la reforma federal precedida de nuevas elecciones.
Opuesto a la federalización del país (rechazada con vehemencia por los Radicales serbios) y temeroso de los resultados de unas elecciones a la sombra de los asesinatos, el rey trató de formar un Gobierno con un militar a la cabeza. El propio Radić había sido el primero en sugerir la idea al monarca, como método de acabar con la parálisis del Parlamento. Tras cambiar de idea el soberano, se renovó el Gobierno de coalición, pero con el esloveno Anton Korošec al frente, que no logró estabilizar la situación. Ante la crisis permanente, el monarca abolió la Constitución, disolvió las Cortes y declaró una dictadura real en enero de 1929, cambiando el nombre del país a Yugoslavia y reprimiendo los sentimientos nacionalistas.
Radić está enterrado en el cementerio de Mirogoj, en Zagreb.

## Legado

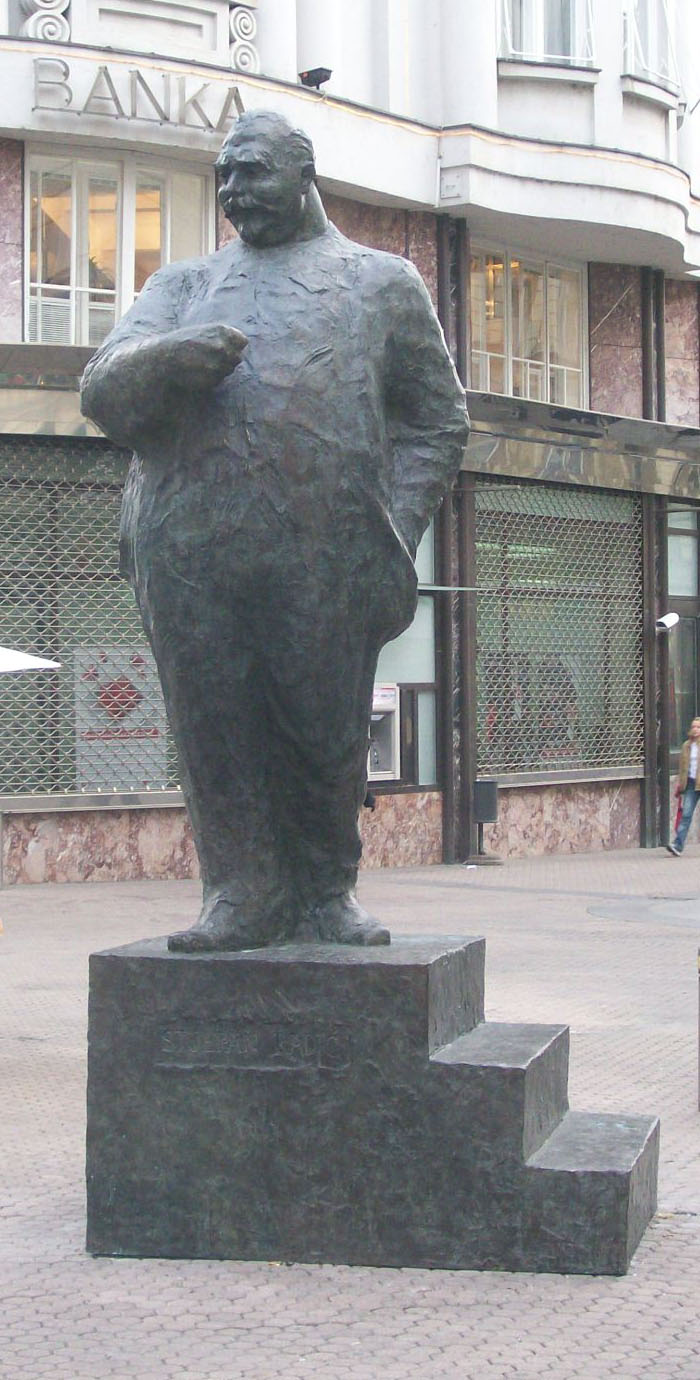
Estatua a Radić en el centro de Zagreb.

Fue una de las figuras políticas más importantes de la Yugoslavia de entreguerras y el dirigente del único partido croata de masas del periodo. Su actividad había logrado la unión entre la ciudad y el campo de las regiones con población croata; consiguió la unidad nacional croata. Opuesto al centralismo del Estado, se convirtió en el símbolo de la nación croata diferenciada del yugoslavismo unitario. La muerte violenta de Radić lo convirtió en un mártir y minó las relaciones serbo-croatas.
El prestigio de Stjepan Radić fue posteriormente utilizado no solo por su sucesor, Vladko Macek, y el partido, sino también por otras opciones políticas en Croacia, de derecha e izquierda. Ante Pavelić afirmó estar poniendo en práctica el programa social de Radić y algunos de los seguidores del HSS participaron en las Cortes del nuevo Estado. A la vez, muchos de los principales figuras del HSS fueron encarceladas o asesinadas por los ustachas a los que se oponían. Los partisanos por otro lado, utilizaron esta represión para atraer a parte de los miembros del HSS, desilusionados con el Estado Independiente de Croacia, y llegaron a formar una brigada con el nombre de Antun y Stjepan Radić en 1943. Algunos de los miembros del partido se unieron efectivamente a los partisanos y afirmaron que Radić hubiese aprobado el movimiento.
Durante la Primavera croata de principios de la década de 1970 la imagen de Stjepan Radić fue utilizada ampliamente. Tras la disolución de Yugoslavia en la década de 1990, se le consideró como un importante antecedente de la independencia croata. Numerosos grupos folklóricos, asociaciones, escuelas primarias y secundarias llevan el nombre de Stjepan Radić. Muchas ciudades croatas tienen calles y plazas con su nombre y las estatuas de Stjepan Radić son comunes. Su retrato está impreso en el anverso del billete croata de 200 kuna, que apareció en 1993 y 2002.